# Ведьмы-близняшки 2
Ведьмы-близняшки 2 (англ. Twitches Too) — оригинальный фильм телеканала Disney вышедший в 2007 году. Сиквел фильма Ведьмы-близняшки вышедший двумя годам ранее. Съёмки фильма начались в апреле 2007 года. Показ картины прошёл в рамках «Disney Channel's Halloween Month». Премьера телесериала «Волшебники из Вэйверли Плэйс» состоялась после показа фильма. Первый трейлер был показан во время премьеры фильма Классный мюзикл: Каникулы. Кинокартина собрала 6.96 миллионов зрителей. В течение 15 лет этот фильм являелся последним немузыкальным фильмом до выхода Under Wraps 2.

## Производство

### Кастинг
Актёры из первого фильма вернулись к своим ролям за исключением Дженнифер Робертсон, сыгравшая Илеану. Эту роль сыграла актриса Лесли Сейлер. Роль Арона сыграл Кевин Джубинвилл, вместо Дэвида Ингрэма.

### Съёмки
Съёмки фильма начались в апреле 2007 году в городе Торонто, в замке Каса Лома. В фильме использовались больше спецэффектов, чем в первом фильме. Сцены снимались на фоне хромакея, особенно с полётами актёров.